# Keith Levene
Julian Keith Levene (n. 18 iulie 1957, Middlesex, Anglia, Regatul Unit – d. 11 noiembrie 2022, Norfolk, Anglia, Regatul Unit) a fost un muzician, textier și multi-instrumentist englez.
A fost membru al trupei The Clash dar și membru fondator al formației Public Image Ltd alături de John Lydon.